# حريق المسجد الأقصى
حريق المصلى القبلي في المسجد الأقصى هو حريق مدبّر وضخم شبّ في الجناح الشرقي للمُصلّى القبلي في المسجد الأقصى قُبيل الساعة السابعة بالتوقيت المحلي من صباح يوم الخميس 21 أغسطس 1969/ 7 جمادى الآخرة 1389هـ وتسبب بخسائر كبيرة فيه، فقد التهم الحريق المنبر التاريخي المعروف بمنبر صلاح الدين مع القبّة التي فوقه بالإضافة لمحراب المُصلّى والسقف من الجهة الشرقية، كما هدّد الحريق قبّة الجامع الأثرية المصنوعة من الفضة الخالصة اللامعة، وقد استمرت أعمال الإطفاء حتى ساعات عصر ذلك اليوم.

## الحادثة
أقدم أسترالي الجنسية واسمه «مايكل دينس روهان» (1941 - 1995) والذي جاء لفلسطين بغرض السياحة، أقدم على إشعال النار في المصلى القبْلي في المسجد الأقصى، والتهم الحريق أجزاءً مهمة منه، ولم يأت على جميعه، ولكن احترق منبر نور الدين محمود الذي صنعه ليضعه بالمسجد بعد تحريره ولكنه مات قبل ذلك ووضعه صلاح الدين الأيوبي، والذي كان يعتبر رمزاً في فلسطين للفتح والتحرير والنصر على الصليبيين، واستطاع الفلسطينيون إنقاذ بقية الجامع من أن تأكله النار. ألقت إسرائيل القبض على الجاني، وادعت أنه مجنون، وتم ترحيله إلى أستراليا (موطنه الأصلي)؛ وظل حياً حتى تاريخ 1995، حيث يُزعم أنه توفي في ذلك الوقت أثناء تلقيه للعلاج النفسي، وحتى تاريخ وفاته يؤكد البعض أنه لم يكن يعاني ضرباً من الجنون أو أي شيء من هذا القبيل.
كان لهذا العمل ردّة فعل كبيرة في العالم الإسلامي، وقامت المظاهرات في كل مكان، وكالعادة شجب القادة العرب هذه الفعلة، ولكن كان من تداعيات هذه الجريمة إنشاء منظمة المؤتمر الإسلامي والتي تضم في عضويتها جميع الدول الإسلامية، وكان الملك فيصل بن عبد العزيز هو صاحب فكرة الإنشاء.
وفي النافذة العلوية الواقعة في الزاوية الجنوبية الغربية من الجامع القبْلي، وترتفع عن أرضية المسجد حوالي عشرة أمتار، ويصعب الوصول إليها من الداخل دون استعمال سلَّم عالٍ، الأمر الذي لم يكن متوفرًا لدى «دنيس روهان»، وكان حريق هذه النافذة من الخارج وليس من الداخل.
قامت إسرائيل بقطع المياه عن المنطقة المحيطة بالمسجد في نفس يوم الحريق، وتعمَّدت سيارات الإطفاء التابعة لبلدية القدس التأخير؛ حتى لا تشارك في إطفاء الحريق، بل جاءت سيارات الإطفاء العربية من الخليل ورام الله قبلها وساهمت في إطفاء الحريق.

## بعد الجريمة
أحدثت هذه الجريمة المدبرة من قبل مايكل دينس روهن فوضى في العالم وفجرت ثورة غاضبة خاصة في أرجاء العالم الإسلامي، في اليوم التالي للحريق أدى آلاف المسلمين صلاة الجمعة في الساحة الخارجية للمسجد الأقصى وعمت المظاهرات القدس بعد ذلك احتجاجاً على الحريق، وكان من تداعيات الحريق عقد أول مؤتمر قمة إسلامي في الرباط بالمغرب.
عند حرق المسجد الأقصى في آب/أغسطس 1969، قالت غولدا مائير: "لم أنم ليلتها وأنا أتخيّل العرب سيدخلون إسرائيل أفواجاً من كُل صوب، لكن عندما طلع الصباح ولم يحدث شيء أدركت أن باستطاعتنا فعل ما نشاء فهذه أُمة نائمة". وبالرغم من التشكيك بصحة هذه المقولة، لكن واقعيتها تفوق بدرجة كبيرة أهميتها سواء كانت صحيحة أم لا، فإن لم تقلها مائير، فالأحداث ترويها بطريقة أوضح.

## الأجزاء المتضررة من الحريق
أما أهم الأجزاء التي طالها الحريق داخل مبنى المصلى القبْلي المبارك فهي:

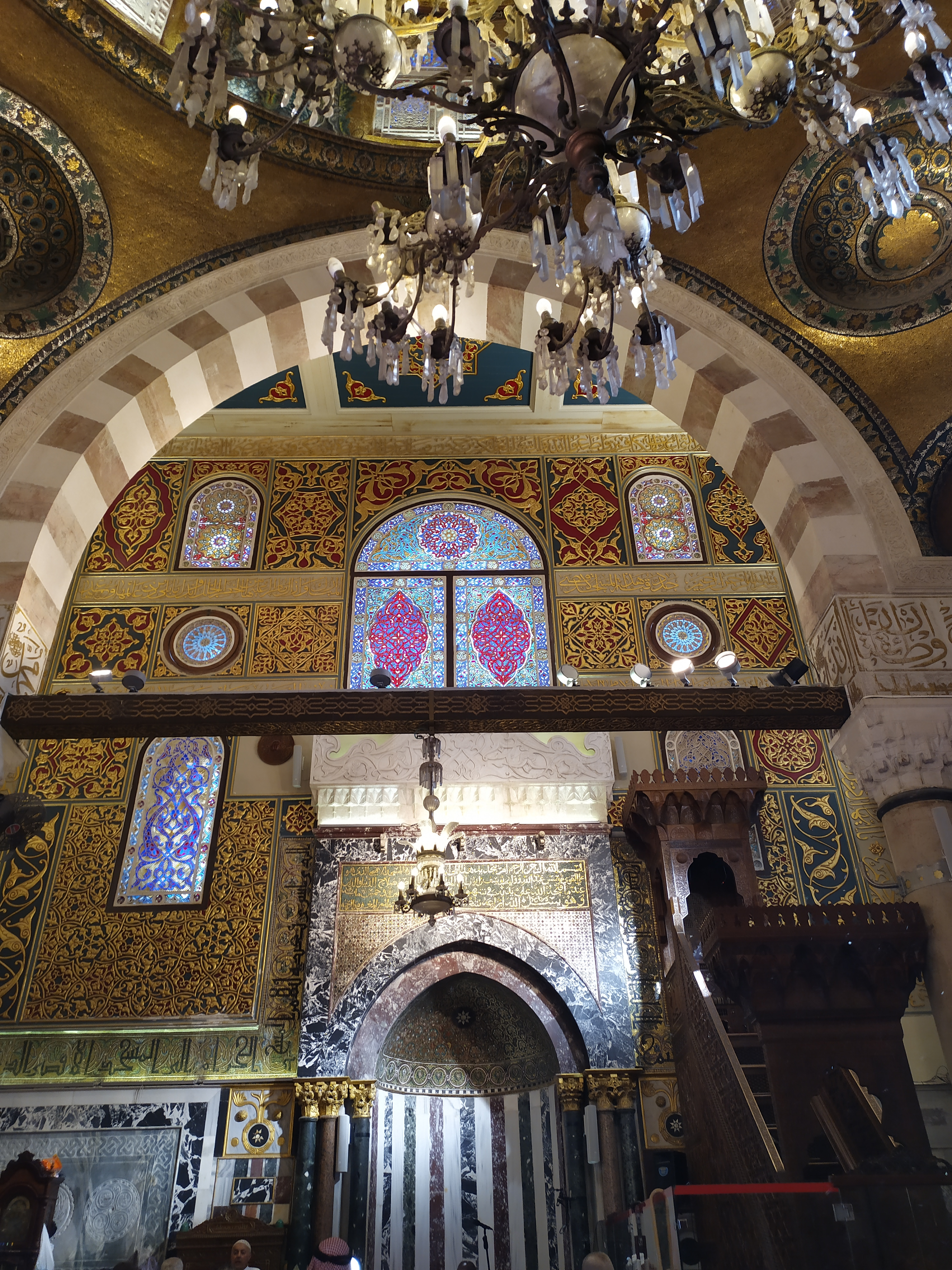
منبر المسجد الأقصى الحالي

- منبر المسجد الأقصى الحاليمنبر صلاح الدين الأيوبي الذي يعتبر قطعةً نادرةً مصنوعةً من قطع خشبية، معشَّق بعضها مع بعض دون استعمال مسامير أو براغي أو أية مادة لاصقة، وهو المنبر الذي صنعه «نور الدين زنكي»، وحفظه على أمل أن يضعه في المسجد إذا حرَّره فلما مات قبل تحريره قام «صلاح الدين الأيوبي» بنقله ووضعه في مكانه الحالي بعد تحرير المسجد من الصليبيين.
- مسجد «عمر» الذي كان سقفه من الطين والجسور الخشبية.
- محراب «زكريا» المجاور لمسجد «عمر».
- مقام الأربعين المجاور لمحراب «زكريا».
- ثلاثة أروقة من أصل سبعة أروقة ممتدة من الجنوب إلى الشمال مع الأعمدة والأقواس والزخرفة وجزء من السقف الذي سقط على الأرض خلال الحريق.
- عمودان رئيسان مع القوس الحجري الكبير بينهما تحت قبة المسجد.
- القبة الخشبية الداخلية وزخرفتها الجبصية الملونة والمذهبة مع جميع الكتابات والنقوش النباتية والهندسية عليها.
- المحراب الرخامي الملون.
- الجدار الجنوبي وجميع التصفيح الرخامي الملون عليها.
- ثمان وأربعون نافذة مصنوعة من الخشب والجبص والزجاج الملون والفريدة بصناعتها وأسلوب الحفر المائل على الجبص لمنع دخول الأشعة المباشر إلى داخل المسجد.
- جميع السجّاد العجمي.
- مطلع سورة الإسراء المصنوع من الفسيفساء المذهبة فوق المحراب، ويمتد بطول ثلاثة وعشرين مترًا إلى الجهة الشرقية.
- الجسور الخشبية المزخرفة الحاملة للقناديل والممتدة بين تيجان الأعمدة.[1]